# Bergljot Hobæk Haff
Bergljot Hobæk Haff, née le 1er mai 1925 à Holmestrand, et morte le 12 février 2016 , est une femme écrivain norvégienne.

## Biographie
Elle obtient le prix Dobloug en 1985 et le prix Brage en 1996 pour Skammen (La Honte).

## Œuvres traduites en français
- L’Œil de la sorcière [« Heksen »], trad. d’Éric Eydoux, Larbey, France, Gaïa Éditions, 1998, 217 p.  (ISBN 2-910030-52-0)
- La Honte [« Skammen »], trad. d’Éric Eydoux, Larbey, France, Gaïa Éditions, 2001, 537 p.  (ISBN 2-910030-78-4)
- Le Prix de la pureté [« Renhetens pris »], trad. d’Hélène Hervieu, Larbey, France, Gaïa Éditions, 2004, 388 p.  (ISBN 2-84720-037-1)
- La Juive d’Amsterdam [« Den evige jøde »], trad. d’Hélène Hervieu, Larbey, France, Gaïa Éditions, 2005, 211 p.  (ISBN 2-84720-057-6)